# Хериберт фон Ветерау
Хериберт фон Ветерау (на немски: Hertibert von der Wetterau; * 925; † 992) от фамилята на Конрадините е пфалцграф, 949 г. граф в Кинциггау, в Енгерсгау, и във Ветерау и 976 г. на Глайберг.
Той е големият син на граф Удо I фон Ветерау (* 900, † 949) и съпругата му Кунегонда от Вермандоа, дъщеря на граф Хериберт I от Вермандоа (Каролинги). Майка му е праправнучка на Карл Велики. Баща му е братовчед на източнофранкския крал Конрад I и близък роднина на Ода (съпруга на император Арнулф Каринтийски) и на Лудвиг Детето. Брат е на Удо IV († 982), който е епископ на Страсбург (950 – 965).
При смъртта на баща му през 949 г. Хериберт получава замък Глайберг при Гисен и околните собствености и основава графството Глайберг. През 982/883 г. той участва в похода в Италия с император Ото II и участва в битката при Кап Колона (битката при Котроне) на 13 юли 982 г. против сарацините под емир Абу ал-Ясим.

## Фамилия
Хериберт се жени пр. 960 г. за Ирмтруда (Имица, Ирментруда, Ерментруда) фон Авалгау (957 – 1020), дъщеря на граф Мегингоц фон Гелдерн и Герберга, дъщеря на граф Готфрид от Юлих, пфалцграф на Лотарингия. Те имат децата:
- Гебхарт (ок. 965 – 8 ноември 1016)
- Ото I фон Хамерщайн (ок. 975 – 5 юни 1036)
- Герберга фон Глайберг (ок. 960 – 1036), омъжена за Хайнрих фон Швайнфурт († 1017)
- Ирмтруда фон Ветерау (Ирминтруд, Ерментруда), наследничка на Глайберг (* 972, † след 1015), омъжена за Фридрих Люксембургски, граф в Мозелгау († 1019)